# BioMio
BioMio — торговая марка экологичных средств для ухода за домом, а также продуктов для гигиены и ухода за телом. Под торговой маркой выпускаются средства для стирки белья, средства для посудомоечных машин, средства для ручного мытья посуды, средства по уходу за телом и кожей рук, мыло и средства для душа для детей и взрослых, средства для уборки и антибактериальные средства. Многие из продуктов бренда имеют сертификат «Листок жизни». Средства BioMio первыми в России получили экомаркировку «Листок жизни» в 2014 году.

## История
BioMio была основана в 2013 году, когда продукция торговой марки появилась в магазинах. На создание ассортимента, разработку упаковки и организацию производства ушло два года. В первой линейке было 11 продуктов, среди которых средства для стирки и мытья посуды.
В 2014 году продукция BioMio первой среди производителей бытовой химии получила сертификат «Листок жизни».
В 2017 году продукция бренда была включена в мобильное приложение экологичных товаров «Экополка», выпущенное Экологическим союзом.
В 2019 году бренд начал выпускать товары для уборки, выпустив 6 новых позиций, среди которых спреи для кухни и ванны, средство для пола и гель для унитаза. В следующем году компания представила рефил-станцию товаров повседневного спроса Bio-Refill, которая была разработана специально для торговой сети «Перекрёсток». Первые 9 станций были установлены в магазинах сети «Перекрёсток» в Москве.
В 2022 году BioMio запустила линейки из 4 видов гелей для душа Bio Shower Gel.
В 2024 году BioMio перевели производство таблеток для посудомоечных машин с контрактного производства в Дании на собственную фабрику Capella в Нижегородской области. Для этого компания закупила новую производственную линию, которая включает как отечественное, так и зарубежное оборудование. В этом же году компания запустила полный ребрендинг. Бренд обновил логотип и дизайн упаковки. Первые продукты в новом дизайне — стиральные порошки и таблетки для посудомоечных машин — появились на полках в июне 2024 года. Фабрика Capella — производственная площадка бренда BioMio — впервые прошла аудит Экологического союза. Проверка подтвердила, что фабрика перерабатывает или повторно использует высокую долю отходов своего производства — 83,4 %.

## Продукция
Под брендом BioMio выпускаются:
- средства для посудомоечных машин,
- гели и концентрированная пена для мытья посуды,
- стиральные порошки, гели, капсулы для стирки и кондиционеры для белья, пятновыводители,
- мыло кусковое, жидкое мыло, гели для душа,
- средства для уборки.

## Производство
Изначально продукция BioMio производилась на контрактном производстве в Дании (средства для стирки и посудомоечных машин) и на собственном производстве SPLAT Global — фабрике Organic Pharmaceuticals, расположенной в Новгородской области. В 2021 году производство в России было переведено на фабрику Capella в Дзержинске (Нижегородская область). В 2022 году компания SPLAT Global купила фабрику Capella, куда и перевела производство всех жидких моющих средств BioMio. В 2024 году на фабрике запущенно производство таблеток для посудомоечных машин.

## Премии и рейтинги
- Премия в области здорового образа жизни и экологии «LIVE ORGANIC AWARDS 2020» в номинации «Лучший бренд экологичных средств для дома» (2020)[11]
- Премия «POPAI RUSSIA AWARDS»: золото в номинации «Лучший проект в категории бытовая химия» (2020)
- Две награды от маркетинговой премии Silver Mercury: золото в номинации «Лучшая разработка внутримагазинных материалов» и серебро в номинации «Лучший бренд, оказывающий влияние на окружение или общество» (2021)[12]
- Проект Bio-Refill получил национальную премию в области экологических технологий ЭКОТЕХ-Лидер в номинации «Ответственное потребление в ретейле. Упаковка и тара» (2022)[13]
- Натуральный гель для душа Bio Shower Gel с гелем алоэ вера получил награду премии LIVE ORGANIC AWARDS (2022)[14]